# الأفق المفقود
الأفق المفقود رواية للكاتب الأنجليزي جيمس هيلتون سنة 1933 والرواية تبدأ بالتقاء أربعة رجال إنجليز منهم(ورثرفورد، ووايلاند وساندرز) في أحد النوادي ببرلين ذات مساء ودار الحديث عن اختطاف طائرة خاصة صغيره صنعت لأحد المهراجات الهنود من مطار باسكال في الهند منذ أربعة سنوات وكانت متجهه الي بيشاور ولكنها لم تصل هناك ولا لأي مكان وكانت تحتوي على أربعة أشخاص ثلاثة رجال وامرأة، وعلموا أن أخد اصدقائهم ويدعي كونداي كان من بين المختطفين الأربعة فسألوا عن مصيره، بعد انتهاء اللقاء أسر رثرفورد لأحد الرفاق بأنه رأي كونوداي يعد الاحتطاف في مستشفي ملحقة بأحد الأديرة بتشيانج يانج وقدم له نسخة من مذكراته عن المكان الذي كان مختطفا فيه .
حققت الرواية مكانة كبيرة ليست لقيمتها الأدبية فقط ولكن أيضا أنها أول رواية تطبع طباعة فاخرة بغلاف سميك صلب عام 1939 .

## روابط خارجية
- الأفق المفقود على موقع الموسوعة البريطانية (الإنجليزية)

## وصلات إضافية
- Lost Horizon at Project Gutenburg Australia
- Review by Steven Silver
- Clues to real Shangri-La point to China